# Halleorchis aspidogynoides
Halleorchis es un género monotípico de orquídeas de hábitos terrestres. Tiene una única especie Halleorchis aspidogynoides Szlach. & Olszewski. Es originaria del oeste y del centro de África tropical donde se distribuyen desde Camerún a Gabón.

## Taxonomía
Halleorchis aspidogynoides fue descrita por Szlach. & Olszewski  y publicado en Fl. Cameroun 34: 246. 1998.